# Galáxia Cometa

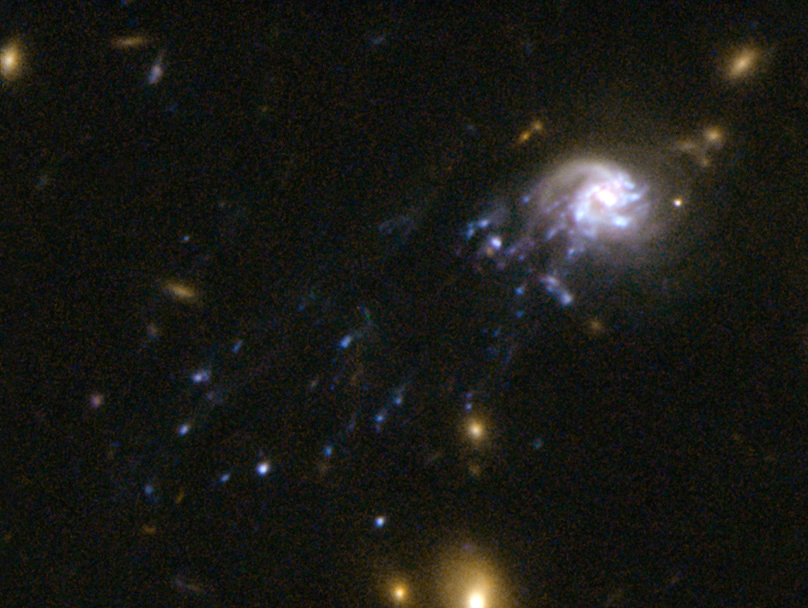
A Galáxia Cometa, imagem tirada pelo Telescópio Espacial Hubble.

A Galáxia do Cometa, uma galáxia espiral localizada a 3,2 bilhões de anos-luz da Terra, no aglomerado de galáxias Abell 2667, foi encontrada com o Telescópio Espacial Hubble. Esta galáxia tem um pouco mais de massa do que a nossa Via Láctea. Foi detectado em 2 de março de 2007.

## Estrutura
Esta galáxia espiral única, que está situada a 3,2 bilhões de anos-luz da Terra, tem um extenso fluxo de nós azuis brilhantes e feixes difusos de estrelas jovens. Ele corre a 3,5 milhões de km/h através do aglomerado Abell 2667 e, portanto, como um cometa, mostra uma cauda, com um comprimento de 600.000 anos-luz.[carece de fontes?]